# کولینا (پرو)
کولینا (به اسپانیایی: Coline) یک کوه در پرو است. کولینا ۵٬۱۴۰ متر بالاتر از سطح دریا واقع شده‌است.